# Copperas Cove
Copperas Cove is een plaats (city) in de Amerikaanse staat Texas, en valt bestuurlijk gezien onder Bell County en Coryell County en Lampasas County.

## Demografie
Bij de volkstelling in 2000 werd het aantal inwoners vastgesteld op 29.592.
In 2006 is het aantal inwoners door het United States Census Bureau geschat op 29.727, een stijging van 135 (0,5%).

## Geografie
Volgens het United States Census Bureau beslaat de plaats een oppervlakte van
36,1 km², geheel bestaande uit land.

## Plaatsen in de nabije omgeving
De onderstaande figuur toont nabijgelegen plaatsen in een straal van 28 km rond Copperas Cove.